# Лев (хоккейный клуб, Прага)
«Лев» (чеш. HC Lev Praha) — чешский хоккейный клуб, выступавший в Континентальной хоккейной лиге. В связи с финансовыми проблемами клуб прекратил участие в чемпионатах КХЛ начиная с сезона 2014/15. Клуб базировался в Праге — столице Чехии.
Домашние матчи проводил на Типспорт Арене, отдельные матчи — на O2 Арене.

## История
Клуб основан в 2012 году после переезда словацкого клуба «Лев» из Попрада. Пражский клуб не является официальным правопреемником этого клуба.

### Сезон 2011/2012
Клуб планировалось базировать в Градец Кралове, но позже российские бизнесмены Роман Славчев и Сергей Зайцев решили перевезти клуб в Попрад. В команду перешли Словацкие и Чешские легионеры КХЛ, такие как Юрай Микуш, Карел Пиларж и Вацлав Недорост. Главным тренером был назначен Радим Рулик. На матче звезд КХЛ в Риге словацкий клуб представлял Карел Пиларж. Клуб набрал 54 очка и не прошел в плей-офф. Из-за банкротства клуб переехал в Прагу и игроки словацкого клуба уходили либо в Пражский клуб, либо в другие клубы КХЛ.

### Сезон 2012/2013
Дебютный сезон у клуба был необычным. Из-за локаута в НХЛ в клуб пришли звезды мирового хоккея: Здено Хара, Якуб Ворачек и Роман Червенка. На первую игру «Льва» против «Динамо» из Риги пришло 6358 зрителей. У клуба был неудачный период, когда команда проиграла 8 игр подряд, после которых (27 октября) главный тренер ХК «Лев» Йозеф Яндач был отправлен в отставку. 6 ноября 2012 года клуб подписал контракт с Вацлавом Сикорой на пост главного тренера команды. «Лев» занимает 7 место в Западной конференции и выходит в плей-офф. В первом раунде подопечные Вацлава Сикоры не справились с московским ЦСКА, проиграв 4-0 в серии. Таким образом, «новичок» КХЛ стал 15-м в итоговой таблице чемпионата КХЛ.
Лидерами команды стали Якуб Клепиш, Эрик Кристенсен, Томаш Суровы, Якуб Ворачек, Петр Врана. Надёжно защищал ворота Томаш Пёпперле, ставший вторым вратарём в КХЛ по количеству «сухих» игр (6).

### Сезон 2013/2014
Сезон 2013/14 стал самым удачным в короткой истории клуба. Главным тренером команды стал финский специалист Кари Ялонен. «Лев» куда успешнее выступил в регулярном чемпионате, набрав 99 очков и заняв 5 место во всей лиге. В «плей-офф» клуб сенсационно вышел в финал Кубка Гагарина, где уступил магнитогорскому «Металлургу» в семи матчах. На пути к финалу «Лев» обыграл «Медвешчак», «Донбасс» и ярославский «Локомотив». В финале Кубка Гагарина «Лев» вёл в серии 1:0 и 2:1  но уступил в семи матчах, став второй командой КХЛ. Это был огромный успех для клуба. В финальной серии был установлен рекорд по посещаемости за всю историю КХЛ (17073 зрителя на игре в Праге 24 апреля 2014 года). Лидерами той команды были защитник Ондржей Немец, нападающий Джастин Азеведо, капитан команды Иржи Новотны.

## Результаты выступления в КХЛ
И — количество проведенных игр, В — выигрыши в основное время, ВО — выигрыши в овертайме, ВБ — выигрыши в послематчевых буллитах, ПО — проигрыши в овертайме, ПБ — проигрыши в послематчевых буллитах, П — проигрыши в основное время, О — количество набранных очков, Ш — соотношение забитых и пропущенных голов, РС — место по результатам регулярного сезона
| Сезон     | И  | В  | ВО | ВБ | ПБ | ПО | П  | О  | Ш       | РС | Плей-офф                                                                                       |
| --------- | -- | -- | -- | -- | -- | -- | -- | -- | ------- | -- | ---------------------------------------------------------------------------------------------- |
| 2012-2013 | 52 | 23 | 0  | 1  | 2  | 3  | 23 | 76 | 132-133 | 15 | Проиграли в первом раунде: 0-4 ЦСКА                                                            |
| 2013-2014 | 54 | 23 | 3  | 9  | 2  | 4  | 13 | 99 | 149-107 | 5  | Проиграли в финале кубка Гагарина: 4-0 Медвешчак, 4-2 Донбасс, 4-1 Локомотив, 3-4 Металлург Мг |
| Всего     |    |    |    |    |    |    |    |    |         |    |                                                                                                |

## Стадионы
- Типспорт Арена

Год открытия: 1962
Вместимость: 13 995
Адрес: Za elektrárnou 419/1, 170 00 Praha-Bubeneč
- О2 арена

Год открытия: 2004
Вместимость: 17 360
Адрес: O2 arena, Českomoravská čp. 2345/17, 190 00 Praha 9
24 апреля 2014 года был установлен рекорд КХЛ по посещаемости. На матче «Лев» - «Металлург» Магнитогорск присутствовало 17 073 зрителя.

## Главные тренеры
- Йозеф Яндач
- Вацлав Сикора
- Кари Ялонен

## Менеджеры
- Нормунд Сейейс (апрель 2012 — март 2013, генеральный менеджер)
- Рашид Хабибулин (2012—2014, спортивный директор)

## Игроки
Список выступавших за клуб игроков, о которых есть статьи в русской Википедии, см. здесь.